# Elden Ring
Elden Ring is een actie-avonturenspel dat op 25 februari 2022 uitkwam voor de PlayStation 4, PlayStation 5, Xbox One, Xbox Series X/S en Steam. Het spel werd ontwikkeld door FromSoftware en uitgebracht door Bandai Namco Entertainment.
Het computerspel werd in samenwerking met fantasyauteur George R. R. Martin ontwikkeld, die delen van het script schreef en de spelomgeving bedacht.

## Plot
Elden Ring vindt plaats in een gebied genaamd de "Lands Between". Na de vernietiging van de Elden Ring zijn de scherven verspreid in het landschap. Het rijk wordt geregeerd door nakomelingen van koningin Marika the Eternal, die elk een scherf van de Elden Ring bezitten en hen bezeten van macht hebben gemaakt. De speler moet als Tarnished het koninkrijk doorkruisen om alle Great Runes te vinden, om zo de Elden Ring te herstellen en de Elden Lord te worden.

## Spel
In het openwereldspel kan de speler vrij de wereld verkennen en keuzes maken. De gameplay bestaat uit gevechten met vijanden, het plunderen van voorraden, berijden van paarden, dialogen met NPC's, het versterken van de uitrusting en het leren van magische spreuken.
Het spel richt zich op de gevechten en verkenning in de spelwereld. Er zijn elementen uit andere speltitels van FromSoftware terug te vinden, zoals die uit de Souls-serie, Bloodborne en Sekiro.

## Ontvangst
| Recensiescore       | Recensiescore                 |
| Recensieverzamelaar | Score                         |
| ------------------- | ----------------------------- |
| Metacritic          | 94% (PC) 97% (PS5) 96% (XBSX) |
| Publicist           | Score                         |
| Destructoid         | 10                            |
| Eurogamer           | Essentieel                    |
| Game Informer       | 10                            |
| IGN                 | 10                            |
| PC Gamer (VS)       | 90%                           |
| Power Unlimited     | (PS5) 90/100                  |

Elden Ring ontving zeer positieve recensies. Men prees het verkenningsgedeelte, verhaal, de wapens en snelreisfunctie, de spelwereld en grafische presentatie. Enige kritiek was er op de wereldkaart, die het hoogteverschil niet altijd goed overbrengt.
Op Metacritic, een recensieverzamelaar, heeft het spel een gemiddelde score voor alle platforms van 95,6%. Het spel kwam hiermee op de 31e plek als een van de best beoordeelde spellen ooit op de website.